# Sofia Stridsman
Sofia Stridsman, född 1977, är en svensk journalist.
2000 anställdes Stridsman som reporter på Expressen, och 2004 blev hon utrikeskorrespondent i New York för Expressen, Göteborgs-Tidningen och Kvällsposten. Därefter var hon redaktör på tidskriften Att:ention och frilansade innan hon hösten 2006 blev nyhetschef på Expressen.se. 2010 återgick Stridsman till frilansarbete.